# Subdivisões de Belize
Belize está dividido em seis distritos.
- Belize
- Cayo
- Corozal
- Orange Walk
- Stann Creek
- Toledo

## História
- 1955: Os distritos de Corozal e Orange Walk foram criados a partir do distrito do Norte, que deixou de existir;
- 1960: Uma área de 854 km² foi transferida do distrito de Toledo para Cayo;
- 3 de agosto de 1970: A capital do país foi alterada de Belmopan para Belize;
- 1 de junho de 1973: O nome do país mudou de Honduras Britânicas para Belize;
- 1990: A capital do distrito de Cayo mudou de San Ignacio para Belmopan.